# Haking
La Haking o W. Haking Enterprises Ltd. è un'azienda di macchine fotografiche di Hong Kong fondata da Haking Wong e Pauline Chan nel 1956. Nel 2002 si è spostata in Cina nella fabrica di Xinhui nella regione di Guangdong.

## Produzione
Le sue fotocamere sono commercializzate con i marchi Halina e Ansco; mentre la produzione più datata veniva commercializzata con il marchio: "Empire made"; produce anche per conto di terzi.

### 35 mm
- Haking L80

### Viewfinder, manual focus
- Halina 35X
- Halina Paulette EE II
- Halina Prestige 280S
- Haking Autoflash 35 / Topcon 135 EE / Revue 350 F
- Halina 2000 (aka Halina Paulette II)
- Halina 35X / Micronta 35X / Sunscope 35X
- Halina 35X mark II
- Halina Super 35X
- Halina 300
- Halina 3000
- Halina 35-600
- Halina 500 / Cortina 500 (zone focus)
- Halina Autoflash 35
- Halina Flash 350
- Halina MW 35E (zone focus)
- Halina MW35S / Haking MW35S
- Halina Paulette
- Halina Paulette Electric
- Halina Paulette EE II
- Halina Pet
- Halina Rolls

### Fixed or auto-focus
- Ansco 1065 (35mm w/fixed focus 48mm f:8 lens)
- Haking AF 35 D
- Haking Compact Flash
- Haking Compact Flash G
- Haking Flash-Lite G
- Haking H400
- Haking Junior G
- Haking Uno-A
- Halina 35/Ansco 35
- Halina 150 (has hot-shoe; available in bright red)
- Halina 160
- Halina 260 (has built-in flash; available in bright red)
- Halina 1000
- Halina 1600
- Halina 1610 Motor (34mm f/4.5 fixed focus; integrated flash; available in bright blue)
- Halina AF810
- Halina AF Sensor
- Halina/Ansco Easy Vision series (Motor S, Mini S, Smart S)
- Halina F700
- Halina Flash 350
- Halina Micro 35 ( Haking Compact-SC / Ansco 2000 Micro 35)
- Halina Micro E
- Halina MW35 AF
- Halina MW35 G (fixed focus 38mm)
- Halina Panorama
- Halina Panorama-F
- Halina Pix 35F
- Halina Prestige 280S (fixed focus 28mm)
- Halina Prestige 280AS (auto-focus 28mm)
- Halina/Ansco Silhouette Zoom
- Halina Silhouette 28 DF
- Halina Speedy 33
- Ansco Tegra
- Halina Tegra Zoom 200
- Halina Vision series (II, III, 20-20, Cxas, MAF, Snapz, XAS, XF Easy Load, XM, XMS)
- Halina/Ansco Vision Compact 35 / Vision 3 DX

### 126 film cameras
- Halina 100X
- Halina Signal Flash / GAF 136 XF
- Halina 300
- Halina Simplette series
- Halina Simplette Electric
- Halina Speedoflash
- Halina Easi Load

### Disc film cameras
- Haking Disc 06
- Haking Disc 18s
- Halina Disc 100 (Haking Disc 01-H)
- Halina Disc 102 (Zippy-F)
- Halina Disc 108 (Haking Disc 11)
- Halina Disc 118
- Halina Disc 208
- Halina Disc 328
- Halina Disc 408
- Haking Disc 33T

### 110 film cameras
- Haking 220 EF
- Haking VB/2
- CTC 110 pocket / Haking Grip-C / Halina 110 Auto-Flip

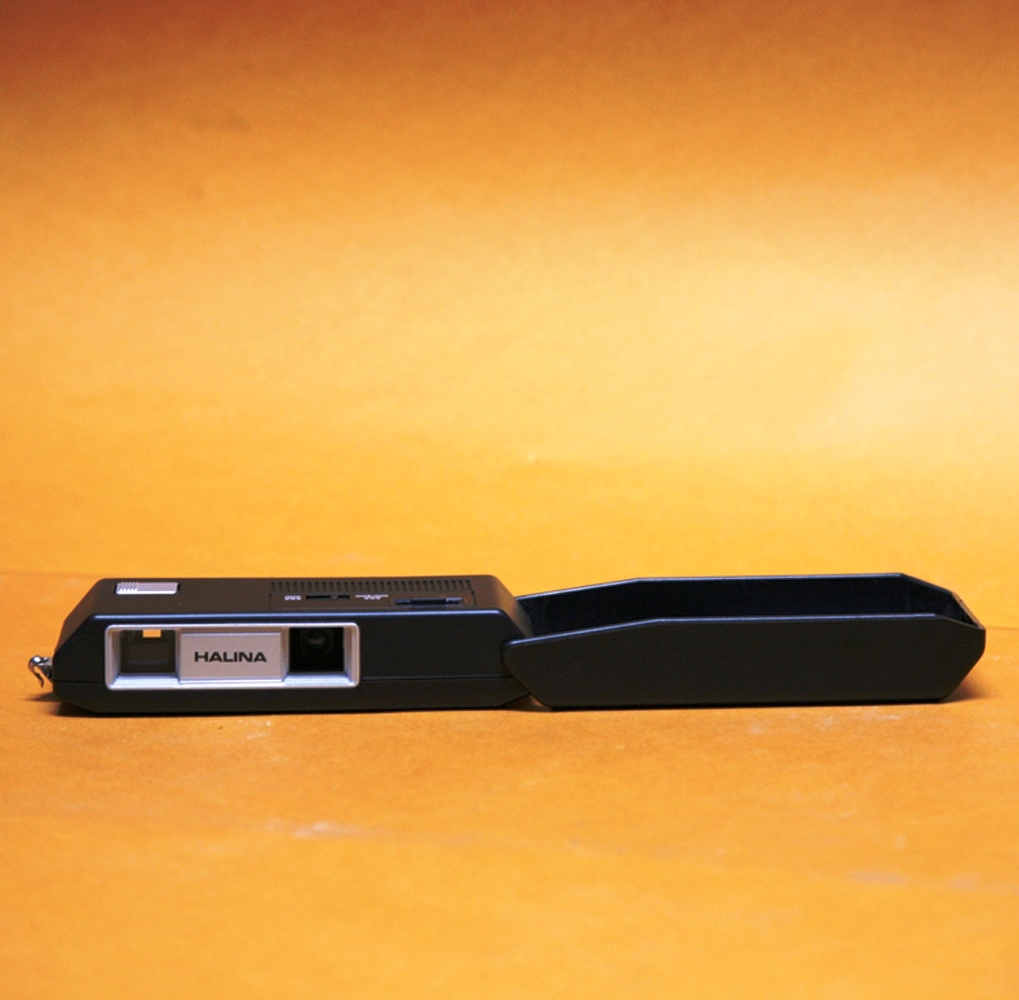
Haking Mod. Halina 110 Auto-Flip

- Haking Micro 110 / Halina Micro 110
- Halina Flashmatic 110 Tele
- Halina MF 200
- Halina Micromatic
- Halina Pix 110T
- Halina Powerdrive 90F / Halina Powerdrive 90T
- Halina SBTM
- Halina Super-Mini 88
- Halina Super-Mini 5000
- Halina Telemaster
- Halina Telewide
- Halina Vision 110 Mini-Motor

### APS film cameras
- Haking ZM82AE / Halina ZM80AE-V2 / Agfa Futura Af zoom
- Halina APSilon M10-E
- Halina APSilon 30
- Halina APSilon 30 AF
- Halina APSilon 250 AF

### 127 film camera
- Halina Baby / Empire Baby
- Halina Roy

### 120 film cameras

#### 6×6 TL
- Halina Prefect
- Halina A1
- Haking Mirroflex II
- Halina Prefect / Halina Prefect Senior / Kinoflex / Sunscope / Votar Flex / Wales Reflex
- Halina Viceroy / Kinoflex De Luxe / Star-Lite Super Reflex

#### Viewfinder
- Halina 6-4

### Digital cameras
- Halina digital camera
- Halina DVC 300 Digi Pix
- Halina DVC 500 Digi Pix

### Super 8 movie film cameras
- Halina Super 8 Empire
- Halina Super Eight
- Halina Super 8 EE
- Halina Super 8 EE Zoom
- Halina Super 8 Compact
- Halina Super 8 Compact EE
- Halina PS 200 RD
- Halina PS 300 RD
- Halina PS 400 RD
- Haking 1000 S
- Haking 2000 S

### Camcorder
- Halina DV3000F Digi Pix